# اختلال شخصیت هالتلوس

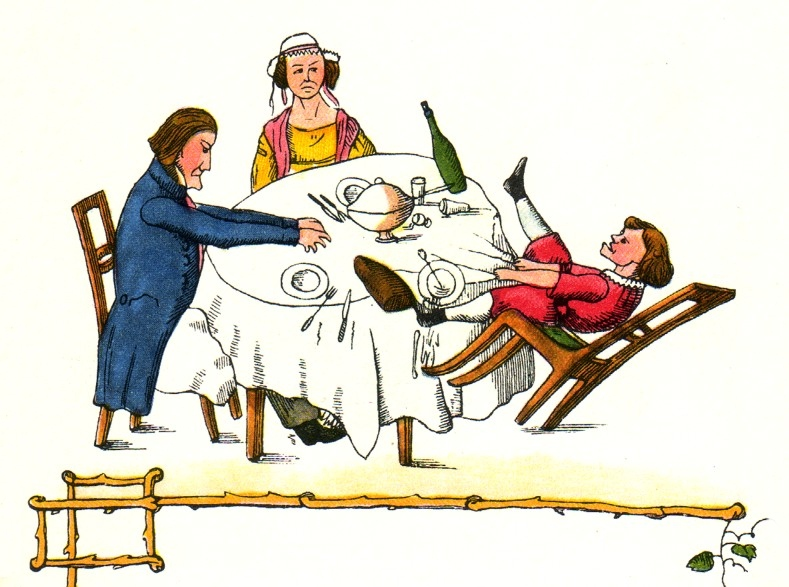
تصویری که می‌تواند رفتار بی‌پروای اختلال شخصیت هالتلوس را نمایش دهد

اختلال شخصیت هالتلوس (انگلیسی: Haltlose personality disorder) نوعی اختلال شخصیت است که افراد مبتلا به آن دارای ویژگی‌های روان‌آزارانه مبتنی بر خودخواهی کوته‌بینانه و لذت‌گرایی غیرمسئولانه همراه با ناتوانی در پیوند دادن هویت خود به گذشته یا آینده هستند. از علائم معمول هالتلوس فقدان خودبازداری است.
این اختلال که توسط امیل کرپلین و گوستاف آشافنبورگ در اوایل قرن بیستم توصیف شد و توسط کارل یاسپرس، اویگن و منفرد بلویلر متمایزتر گردید، در محاوره، روان‌آزاری با «نبود هدف یا فقدان اراده» نام گرفته‌است.